# وكالة الجداوي
وكالة الجداوي هي وكالة أنشئها حسن بك الجداوي أحد مماليك علي بك الكبير الذي كان أحد أفراد حاشية محمد أبو الدهب في عام 1712 تقع في إسنا بمحافظة الأقصر، مصر.

## الوصف
تتكون الوكالة من صحن مكشوف وحجرات، وحوانيت أو محلات داخلية وخارجية يصل عددها لـ40 محل، فضلًا عن حجرات سفلية في الطابق الأول تنفذ فيها أعمال البيع والشراء، فضلًا عن حجرات في الطابق الثاني للسكن والفندقة للتجار العائدين من المناطق البعيدة فكانت مقصدًا للتجار من محافظات وجه قبلي وكذلك السودان، فكانت مقصدًا لبيع الصمغ العربي، ريش النعام وكذلك المنسوجات والزيوت المختلفة.

وكان حسن بك الجداوي من خشداشية أي من المقربين من محمد بك أبو الدهب وكان من الشجعان الموصوفين والأبطال المعروفين ولما إنفرد علي بك الكبير بحكم مصر ولاه إمارة جدة فلذلك لقب بالجداوي وذلك في عام 1184هـجرية الموافق عام 1770م وإبتلي فيها بأمور ظهرت بها شجاعته وعرفت فروسيته ثم عاد الى القاهرة وأقام فى منزله وهو أشبه بقصر به بستان خاص يصل الى الخليج المصرى موضع مديرية أمن القاهرة حاليا حوالي 10 سنوات وكانت أبرز معارك حسن بك الجداوى ضد الفرنسيين معركة بئر عنبر بين القائد الفرنسي لويس شارل أنطوان دوزيه أحد قادة الحملة الفرنسية الكبار من جهة وأهالي قفط المقاومين بقيادة حسن بك الجداوي من جهة أخرى والتي وقعت في يوم 2 أبريل عام 1799م ويقول المؤرخ الكبير عبد الرحمن الرافعي عن تلك المعركة إتجه الجنرال بليار إلى قنا بعد معركة أبنود قرب أسيوط في إنتظار المدد والذخيرة من الجنرال ديزيه ليواصل عملياته العسكرية ضد الأهالي والعرب والمماليك وكان قد وصل الجنرال ديزيه خبرعن كارثة السفن الفرنسية في معركة أبنود النيلية وبناءا على ذلك إتجه الجنرال ديزيه من أسيوط قاصدا قنا على رأس مجموعتين من الفرسان وفرقة مشاة وقرر أن يقوم بنفسه بقيادة العملية التي قررها بليار خصوصا بعد وصول مؤن وتعزيزات جديدة وفي قنا وضع الجنرال ديزيه ومعه الجنرال بليار خطة لهزيمة الأهالي ومن معهم وبناءا عليها شرع الجنرال ديزيه في توجيه قواته لسحق قوات حسن بك الجداوي وعثمان بك حسن الذين إنسحبوا بعد معركة أبنود إلى طريق القصير وكانت خطة الجنرال ديزيه قطع الطريق على رجال حسن بك الجداوي حتى لا يصلوا إلى النيل من أحد طريقين وهما طريق بئر عنبر وطريق حجازة قرب الجبل الشرقي ولذلك قام الجنرال ديزيه بحملة مكونة من 1500 جندي وسار بها إلى بئر عنبر بينما عهد إلى الجنرال بليار بإحتلال حجازة والتي إحتلها فعلا وإستطلع ديزيه خبر رجال حسن بك الجداوى فعلم أنهم مقبلون فإتجه بجنوده لملاقاتهم عند بئر عنبر حيث إلتقت القوتان وفشل ديزيه في تحقيق أي إنتصار على القوات المصرية بينما نجح المماليك بقيادة حسن بك في تحقيق نصر سريع خاطف ثم إنسحبوا من أرض المعركة تاركين خلفهم أرض المعركة مغطاة بجثث الضباط والجنود الفرنسيين حوالي 51 ضابط وجندي فرنسي من بينهم الكولونيل دوبلسيه أما عدد الجرحي فكان 43 فارسا وعدد 50 ضابط فرنسي .

حارة الجداوى حارة تحمل إسم قائد مملوكي شهير لا يعرفه الكثيرون ولا يعرفون تاريخه حيث أنها تنسب الى الأمير حسن بك الجداوي زعيم المجاهدين كما وصفه الجبرتي أثناء مقاومته للإحتلال الفرنسي وتمتد هذه الحارة من خلف مديرية أمن القاهرة وخلف عمائر أوقاف تحت الربع حتى شارع الأشراقية بموازاة شارع تحت الربع والذى يقع بين باب زويلة وباب الخلق والذى تم إنشاؤه علي يد القائد الفاطمي جوهر الصقلي مع بنائه للقاهرة ليكون سكنا لعساكر البربر والسودان خارج أبواب القاهرة وكان يحمل إسم حارة السودان وفي عهد السلطان المملوكي الظاهر بيبرس تم تطوير الربع وتقسيم المساحة المحيطة به وذلك بعد أن شب فيه حريق وعرف بخط تحت الربع وكان ربعا كبيرا يشتمل على 120 مسكنا وهذا الشارع يعرف حاليا بشارع أحمد ماهر رئيس وزراء مصر ما بين شهر أكتوبر عام 1944م وشهر فبراير عام 1945م والذى تم إغتياله بالبرلمان ويعد في الوقت الحاضر قلعة لصناعة فوانيس رمضان كما أنه يشمل العديد من الآثار الإسلامية التي تبرز روعة وجمال وسمات العمارة المملوكية منها مسجد السلطان المؤيد شيخ وقصر الأمير المملوكي المتوكل وكان حسن بك الجداوي يطلب من الأغنياء مساعدة المجاهدين لشراء أسلحة وبارود وذخائر ومؤن وكل مستلزمات المقاومة وكان من يدفع منهم مالا يستهدف صيانة نفسه وذلك خوفا من إنتقام المقاومين الذين كانوا متترسين في منطقة بولاق بالقاهرة وضواحيها لذلك قال الجبرتي في عجائبه وأما المعلم يعقوب فإنه كرنك في داره بالدرب الواسع جهة الرويعي وإستعد إستعدادا كبيرا بالسلاح والعسكر المحاربين وتحصن بقلعته التي كان يشيدها بعد الواقعة الأولى وكان معظم حرب حسن بك الجداوي معه .

## الترميم
قامت وزارة الأثار المصرية بترميم المبنى بتمويل من الوكالة الأميركية للتنمية الدولية.استغرق تنفيذ مشروع الترميم والتطوير نحو عامين تم خلالهما ترميم وتدعيم الأساسات والأعمدة والحوائط والأسطح والأسقف الخشبية، وتنفيذ أعمال الأرضيات الداخلية، وإحلال التربة، وترميم العناصر الخشبية من أبواب وشبابيك، وترميم وتدعيم الواجهة وتركيب نظام إضاءة، وتطوير الموقع العام والمرافق الخارجية والداخلية.
و كان له ايضا قصر في اسنا يحيطه بساتين .. و كان يسمي قصر الجداوي و تم استغلاه بعد وفاته من الجنود الفرنسيبن و اطلق عليه اسم بستان الفرنساويين بعد ذلك و اخيرا تم هدمه.
وله ايضا قصر في منطقة الضرب الاحمر وكان بيته يسمي بيت الداودية.